# CD Monte Carlo
CD Monte Carlo is een voetbalclub uit Macau.

## Geschiedenis
De club werd in 1984 opgericht. In 2002 werd de club voor het eerst kampioen en mocht het jaar erop aantreden in de tweede voorronde van de AFC Champions League, waarin ze verloren van het Zuid-Koreaanse Daejeon Citizen. Ook de volgende twee jaar werd de club kampioen. Daarna volgde nog titels in 2008 en 2013.

## Erelijst
Kampioen
2002, 2003, 2004, 2008, 2013